# Lorraine-Dietrich Type VFH
Der Lorraine-Dietrich Type VFH ist ein Pkw-Modell, das 1908 erschien. Hersteller war Lorraine-Dietrich in Frankreich.

## Beschreibung
Das Fahrzeug wurde von 1908 bis 1910 angeboten. Die offizielle Zulassung durch die nationale Behörde ist auf den 12. Februar 1909 datiert. Der Type VHH wurde der Nachfolger.
Konstrukteur des Motors war Giustino Cattaneo, der für das italienische Partnerunternehmen Isotta Fraschini tätig war. Er entwickelte einen Vierzylinder-Reihenmotor. Er ist als T-Kopf-Motor ausgeführt. Jeweils zwei Zylinder sind paarweise zusammengegossen. 90 mm Bohrung und 120 mm Hub ergeben 3054 cm³ Hubraum. Der Motor war im ersten Jahr in Frankreich steuerlich mit 14/16 CV und danach mit 15 CV eingestuft.
Der Motor ist vorn längs im Fahrgestell eingebaut. Er treibt über ein Vierganggetriebe die Hinterachse an. Neu für Lorraine-Dietrich war der Kardanantrieb bei diesem Modell. Die Bremse wirkt zeittypisch nur auf die Hinterachse.
Das Fahrgestell hat 3010 mm Radstand.